# هكسول
الهكسول هو أحد مركبات الكوبالت تم تحضيره لأول مرة سنة 1914 من قبل ألفرد فيرنر، ويعد أول مركب غير كاربوني متماكب.
الصيغة الكيميائية للملح هي:
[Co((OH)2Co(NH3)4)3](SO4)3
وقد تم تحضيره من كبريتات الكوبالت الثنائي.